# Carlos Rubiera Tuya
José Carlos Rubiera Tuya, conocido como Carlos Rubiera (XiXón, 6 de febrero de 1956) es un profesor de música, músico y escritor en lengua asturiana y lengua castellana. Es miembro de Conceyu Bable y de la Academia de la Lengua Asturiana. 

## Trayectoria
Carlos Rubiera Tuya nació el 6 de febrero de 1956 en Cabueñes (Gijón) aunque al poco tiempo la familia se trasladó a Garvelles, en la parroquia gijonesa de Caldones, donde sigue residiendo actualmente. Tras estudiar magisterio en la Universidad de Oviedo y música en el conservatorio Superior de Música Eduardo Martínez Torner y en el conservatorio Profesional de Música y Danza de Gijón, se dedicó profesionalmente a la enseñanza, ejerciendo como profesor de música y asturiano en diversos colegios de educación primaria.
En paralelo a su carrera como músico y cantautor ha publicado varios libros sobre temática asturiana y cosechado diversos premios literarios; ha ejercido la docencia como profesor de Lengua y Cultura Popular Asturiana en la Universidad Popular Municipal de Gijón durante diez años y de Educación Musical y Lengua Asturiana en la escuela pública hasta su jubilación en 2016. Ha sido guionista y presentador de diversos programas de radio y televisión. En las Elecciones municipales de 2011 en Asturias fue elegido concejal por Foro Asturias y ejerció de concejal de Educación, Cultura y Festejos del Ayuntamiento de Gijón entre 2011 y 2015, creando el Festival Arco Atlántico. El 1 de marzo del 2019 se dio de baja como militante de Foro Asturias. Es miembro de la Academia de la Lengua Asturiana, fundador y Presidente de la Fundación Almastur y cofundador del Partíu Asturianista, de la Asociación de Intérpretes de la Canción Asturiana y del Conceyu de Gaiteros Asturianos.
Diplomado en Canto por el Conservatorio Profesional de Música y Danza de Gijón, completó su formación musical con estudios de solfeo, guitarra y piano, entre otros.
Referente de la llamada Nueva Canción Asturiana, Carlos Rubiera se dio a conocer como cantautor en 1975 y desde entonces ha publicado trece discos en solitario en los que interpreta no sólo tonada o canción asturiana, sino también otros estilos como el bolero, el tango, la salsa o la balada, e incluso piezas líricas de clásicos de la ópera y el lied en versión asturiana. Ha colaborado, además, en diversos discos colectivos y de otros artistas. Tras retirarse de la escena durante seis años, los cuales dedicó a ampliar su formación con los estudios de Canto de la mano del maestro tenor Ramón Alonso, en 2002 volvió a los escenarios para presentar Viaxe al silenciu, disco en el que evoluciona hacia las formas de la música culta, con voz de barítono y una manera de componer más trabajada que la propia de un cantautor.
En 2004 fundó el sello discográfico Producciones La Capitana, con el que reeditó Viaxe al silenciu y lanzó el doble CD Carlos Rubiera, 30 años, un recopilatorio de toda su obra anterior a Viaxe al silenciu. Un año después realizó versiones en asturiano de piezas líricas de clásicos de la ópera y el lied (algo inédito hasta entonces, publicadas finalmente en 2019 en el libro En clave de lluna); y en 2006 publicó Canciones de Xixón, disco en el que vuelve a sus orígenes como cantautor con temas ligeros de diferentes estilos: tango, blues, reggae, bolero, etc.
La publicación en 2007 de Asturianaes supone un salto adelante en su carrera. Se trata de una obra brillante y valiente en la que el artista renueva el género más identificativo de la música asturiana: la tonada o asturianada. En 2010 grabó Asturianaes II, disco que se publicaría a finales de 2015 en colaboración con FASE CUATRO. Se trata de la segunda entrega de una trilogía que se completaría con Asturianaes III, publicado en 2020 en el libro-disco 30 Asturianaes, trabajo que constituye una obra de referencia en la historia de la canción asturiana. Por último, en 2022 publicó el libro Lluna d'abril, en el que se recogen piezas corales propias junto con su adaptación al asturiano del Coro de los esclavos hebreos (el famoso Va pensiero) del Nabucco de Verdi.

## Música
A los dieciocho años compuso su primera canción Al mio primu (A mi primo), Por esa época se dio a conocer como cantautor y fue una de las personalidades más relevantes de la llamada Nueva Canción Asturiana. Algunas de sus canciones, como La capitana, alcanzaron gran popularidad y se toman muchas veces como "tradicionales". Otras canciones destacadas son Sardinera de Xixón, Llorando-y al Rhin, Adiós con tol corazón o su versión del Viatge a Itaca de Lluís Llach. 
Su labor en el terreno de la música, además de los 13 discos que lleva publicados, se completa con un estudio sobre la tradición musical infantil publicado en el número 26 de Lletres Asturianes, Apurrimano al folklor musical d'Asturies: añaes y cantares pa neños; la adaptación al asturiano de 12 piezas de grandes clásicos de la ópera y el lied, (Brahms, Schubert, Fauré, Puccini o Bellini, entre otros); y la colección de piezas corales propias, a cuatro y cinco voces, Lluna d'abril.

## Literatura
Su carrera literaria empezó bien pronto, cuando ganó a los 15 años un concurso de monólogos en Oviedo con la obra titulada "La sidriquina". 
En 1980 consiguió el premio Juan Uría Riu de ensayo con la obra La cultura asturiana, presente y perspectivas. 
En 1981 publicó su primer libro de relatos, Cuentos de tres la Guerra, al que siguieron dos años más tarde una novela epistolar ambientada en la Nicaragua de la revolución sandinista, Ñublu de mar y distancia y un relato infantil, Vida y aventures de Musín.
Posteriormente publicó un poema satírico, el Romance de la boroña preñada (1985), un libro de relatos, Cuentos de bona oreya (1988) y otro de poesía, Venti sonetos de la vida y la muerte (1999). En 2023 publicó un nuevo libro de poesía, "Memoria del futuru"; y en 2025 su tercer libro de relatos: "La lloca de Dublín y otros cuentos".
Fue responsable, junto con Ramón d'Andrés, de la edición póstuma de las Obres inédites de su amigo Andrés Solar.

## Discografía
- Les campanes nel alba (1976)
- Pasín a pasu (1981)[9][1][10]
- Barcu veleru (1984)[11]
- Camín del norte (1986)
- Mariñanes (1988)[12]
- Emigrantes (1989)
- Carlos Rubiera, 10 años:(Antoloxía) (1992)
- Viaxe al silenciu (2001, reeditado en 2004)[13]
- Carlos Rubiera, 30 años (2005)
- Canciones de Xixón (2006)
- Asturianaes I (2007)[14]
- Asturianaes II (2015)
- Asturianaes III (2020)

## Obras publicadas

### Narrativa
- Cuentos de tres la Guerra. Uviéu, 1981.
- Ñublu de mar y de distancia. Uviéu, 1983.
- Cuentos de bona oreya. Uviéu, 1988.
- L'encargu de La Lloca de Dublín, 2004.
- " La lloca de Dublín y otros cuentos", 2025.

### Lliteratura infantil
- Vida y aventures de Musín. Uviéu, 1983.

### Poesía
- Romance de la boroña preñada. Xixón, 1983.
- Venti sonetos de la vida y la muerte. Uviéu, 1999.
- Memoria del futuru, Uviéu, 2023.

### Ensayo
- La cultura asturiana, presente y perspectivas. Uviéu, 1981.

### Ediciones literarias
- Andrés Solar: Obres inédites. Aviaes y anotaes por C. Rubiera y R. d'Andrés. Uviéu, 1986.

### Ediciones musicales
- En clave de lluna. 12 pieces clásiques de la ópera y el lied n'asturianu. Uviéu, 2019.
- 30 Asturianaes. Uviéu, 2020.
- Lluna d'abril. Uviéu, 2022.